# Adamsgraben (Neckar)
Der Adamsgraben ist ein gut anderthalb Kilometer langer Bach im Stadtgebiet von Bad Wimpfen im Landkreis Heilbronn im nördlichen Baden-Württemberg, der zu Füßen von Wimpfen am Berg von links und Westsüdwesten in den Neckar mündet.

## Geographie

### Verlauf
Der Adamsgraben beginnt seinen Lauf auf etwa 226 m ü. NHN am westlichen Siedlungsrand von Wimpfen an der Einmündung der Fleckensteinstraße in den Rohrweg. Er fließt fast bis zuletzt in etwa ostnordöstlicher Richtung. Der beginnende Graben zieht zunächst recht gerade zwischen einer Häuserzeile in einem länglichen, in die Siedlungskontur eingelassenen Acker. Schon bald läuft er an und in einem Kleingartengelände, das zwischen Siedlungsteilen links und rechts liegt, dabei lange einem Weg entlang, von dem aus kleine Stege über ihn die Kleinparzellen erschließen.
Nach etwa der Hälfte seines Weges geht er an einem Parkplatz neben der L 1107 in eine Verdolung. Etwa an dieser Stelle läuft von Südwesten her eine zweite natürliche und lange unbebaute Geländemulde zu, die ebenfalls am Ortsrand von Wimpfen einsetzt, aber heute anscheinend keinen offenen Gewässerlauf mehr hat.
Der Bach unterquert dann die dort Schiedgraben genannte Landesstraße, passiert auf der anderen Seite den Bollwerksturm am Südwesteck der ehemaligen Stadtbefestigung um die Altstadt von Wimpfen am Berg, speist dort einen kleinen Vorteich und dann aus wieder offenem Graben den etwa 5 Ar großen Birkensee, der einst Adamssee und Biersee genannt wurde.
Inzwischen schon merklich bis etwa auf 185 m ü. NHN eingetieft, wird die Talmulde des Adamsgrabens nun zu einer steilen Klinge, die an der Südostflanke der Altstadt entlangläuft. Gleich nach dem See unterquert der Adamsgraben die Neutorstraße und fließt dann am Gebäude der früheren Oberen Ölmühle vorbei, wo er einige Meter herabstürzt; er trieb also vermutlich die Wassermühle über ein oberschlächtiges Rad an.
Gleich danach tritt er wieder in eine Verdolung unter der dort nun Wallstraße und bald danach Neuer Weg genannten, dem Talverlauf entsprechend gewundenen Landesstraße ein, die in der Klinge des Bachs ins Neckartal absteigt. Am rechten Hang darin stehen zuletzt Waldbäume. Vor der östlichen Spornspitze von Wimpfen nahe dem Nürnberger Türmchen wendet sich der Bachlauf nach links von der Straße ab, unterquert noch die am linken Ufer verlaufende Elsenztalbahn und mündet dann etwa 200 Metern abwärts der Wimpfener Flussbrücke von Süden und auf 142,8 m ü. NHN von links in den Neckar, der dort im Landschaftsschutzgebiet Neckartal zwischen Bad Wimpfen und Gundelsheim von West- auf Nordlauf schwenkt.
Der Adamsgraben mündet nach einem 1,6 km langen Lauf mit mittleren Sohlgefälle von etwa 52 ‰ rund 83 Höhenmeter unterhalb seines Ursprungs.

### Einzugsgebiet
Der Adamsgraben hat ein 1,6 km² großes Einzugsgebiet, das naturräumlich gesehen überwiegend im Unterraum Leinbachgäu des Kraichgaus und nur mit dem kleinen mündungsnahen Bereich ab dem Beginn der Klinge im Unterraum Heilbronn-Wimpfener Tal des Neckarbeckens liegt. Seine größte Höhe an seiner Westspitze beim Wasserturm auf dem Galgenberg erreicht knapp 350 m ü. NHN-  Es ist heute (2020) überwiegend bebaut; allein zwischen dem Galgenberg und der Westgrenze der städtischen Bebauung gibt es noch etwa 0,3 km² Ackerland, das sich früher noch viel weiter ostwärts zog.
Reihum grenzen die Einzugsgebiete der folgenden Nachbargewässer an:
- im Nordwesten entwässert der Schafgraben über den Erbach und dann den Bach aus der Klinge gegenüber von Offenau in den Neckar abwärts;
- zwischen der Mündung dieser Klinge und der des Adamsgrabens gibt es im Osten keine Zuflüsse zum Neckar;
- im Südosten konkurriert der weniger als 200 m aufwärts mündende Morschbach oder Mersch zum Neckar;
- im Süden liegt das Quellgebiet des Kimbachs, der den Böllinger Bach speist, einen noch höheren Neckarzufluss;
- im Westen grenzt nur kurz das oberste Einzugsgebiet des Michelbachs an, auch er läuft zum Böllinger Bach.

Das gesamte Einzugsgebiet liegt im Stadtgebiet von Bad Wimpfen.

## Geologie
Der nach Fläche dominierende Hochebenenanteil des Einzugsgebietes im Westen weist die kraichgautypische Bedeckung mit Lösssediment aus quartärer Ablagerung auf. Darunter liegt anscheinend Gipskeuper (Grabfeld-Formation), denn am niedrigen Höcker des Galgenbergs an der Westspitze steht dieser bis an den Hügelfuß herab direkt an und er streicht auch im westlichen Wimpfen beidseits der Hohenstaufenstraße aus. Weiter östlich zum Wimpfener Talsporn zu schließt sich eine Zone mit Lettenkeuper (Erfurt-Formation) an. Der in der mesozoischen Ablagerungsfolge darunter liegende Obere Muschelkalk liegt dann als sehr schmaler Streifen erst am Hangfuß des Neckartals.
Dort ist, zwischen dem Nürnberger Türmchen der Stadtbefestigung und der Bahnlinie, am Fuß des Wimpfener Bergsporns auch ein Geotop im höheren Oberen Muschelkalk ausgewiesen.

### LUBW
Amtliche Online-Gewässerkarte mit passendem Ausschnitt und den hier benutzten Layern: Lauf und Einzugsgebiet des Adamsgrabens

Allgemeiner Einstieg ohne Voreinstellungen und Layer: Daten- und Kartendienst der Landesanstalt für Umwelt Baden-Württemberg (LUBW) (Hinweise)
1. 1 2 3  Höhe nach dem Höhenlinienbild auf dem Hintergrundlayer Topographische Karte.
2. ↑  Stauziel des Neckars zwischen den Schleusen Kochendorf oberhalb und Gundelsheim unterhalb.
3. ↑  Länge nach dem Layer Gewässernetz (AWGN).
4. ↑  Einzugsgebiet nach dem Layer Basiseinzugsgebiet (AWGN).
5. ↑  Seefläche nach dem Layer Stehende Gewässer.
6. ↑  Schutzgebiet nach den einschlägigen Layern.
7. ↑  Geotop nach den einschlägigen Layer.

### Andere Belege
1. ↑  Josef Schmithüsen: Geographische Landesaufnahme: Die naturräumlichen Einheiten auf Blatt 161 Karlsruhe. Bundesanstalt für Landeskunde, Bad Godesberg 1952. → Online-Karte (PDF; 5,1 MB)
2. ↑  Geologie nach den Layern zu Geologische Karte 1:50.000 auf: Mapserver des Landesamtes für Geologie, Rohstoffe und Bergbau (LGRB) (Hinweise)